# Delio Rodríguez
Delio Rodríguez Barros, född den 19 april 1915 i Ponteareas, död den 14 januari 1994 i Vigo, var en spansk landsvägscyklist som var professionell från 1936 till 1950. Hans främsta merit var totalsegern i Vuelta a España 1945 och totalt vann han 39 etapper i Vueltan under karriären, vilket är det högsta antal någon uppnått (näst flest etappsegrar i Vueltan har Alessandro Petacchi med 20, följd av Laurent Jalabert och Rik Van Looy med 18 var). Även rekordet för störst vinstmarginal i Vueltan tillhör Rodríguez, då avståndet till loppets totaltvåa 1945, Julián Berrendero, var 30 minuter och 8 sekunder. Spanska inbördeskrigets utbrott 1936, ledde till ett avbrott i karriären fram till krigsslutet 1939.
Efter karriären öppnade Rodríguez en cykelaffär i Vigo. Hans tre yngre bröder, Emilio, Manuel och Pastor, var även de professionella cyklister (de två förstnämnda blev etta och tvåa i Vuelta a España 1950).

## Meriter
| 1935 Vinnare av GP San Froilan Lugo 1939 3:a i Clasica a los Puertos 4:a totalt i Vuelta a Aragón 5:a totalt i Volta a Catalunya 7:a totalt i Circuito del Norte 1940 Vinnare totalt av Vuelta a Alava Vinnare av etapperna 1, 2 och 3 Vinnare totalt av Madrid–Salamanca–Madrid Vinnare av etapperna 1 och 2 Vinnare totalt av GP Agustin Vinnare av etapperna 1, 2, 3 och 4 Vinnare av etapp 1b i Trofeo Masferrer 2:a totalt i Circuito del Norte Vinnare av etapperna 1 och 2 3:a totalt i Vuelta a Cantabria Vinnare av etapp 1 3:a i Clasica a los Puertos 9:a totalt i Volta a Catalunya 1941 Vinnare totalt av Vuelta a Alava Vinnare av etapperna 1 och 2 Vinnare av etapperna 1, 3, 6 och 7 i Circuito del Norte Vinnare av etapperna 2 och 4 i Vuelta a Navarra 4:a totalt i Vuelta a España Vinnare av etapperna 3, 5, 6, 10, 11, 12, 15a, 15b (ITT), 16, 17, 18 och 19 10:a totalt i Volta a Catalunya Vinnare av etapperna 4, 5, 6, 9b och 10 1942 Vinnare av etapperna 7 och 9 i Volta a Catalunya 3:a totalt i Circuito Castilla-León-Asturias Vinnare av etapperna 1, 3, 5, 6 och 8 7:a totalt i Vuelta a España Vinnare av etapperna 2, 4, 5, 6, 7, 8b, 11 och 12b 1943 Vinnare av Subida al Naranco Vinnare av etapp 3 i GP Ayutamiento de Bilbao 3:a totalt i Circuito Castilla-León-Asturias Vinnare av etapperna 2, 3b, 4 och 8 9:a totalt i Volta a Catalunya Vinnare av etapperna 3, 6, 8a (ITT) och 9 | 1944 Vinnare av etapperna 1 och 3 i Volta a Catalunya Vinnare av etapperna 1 och 2 i Vuelta a Cantabria 3:a totalt i Vuelta a Levante Vinnare av etapperna 1, 2, 3, 4 och 6 5:a i Clasica a los Puertos 1945 Vinnare totalt av Vuelta a España Vinnare av poängtävlingen Vinnare av etapperna 2, 8, 9, 14, 16 och 18 Vinnare totalt av Volta a Galicia VBinnare av etapperna 2b, 5b och 7 Vinnare av etapp 5 i Circuito del Norte 3:a i linjelopp vid Spanska mästerskapen 6:a i GP Pascuas 1946 Vinnare av etapperna 2, 3, 4 och 5 i Vuelta a Castilla y León 5:a totalt i Vuelta a España Vinnare av etapperna 11, 12, 13, 15 och 17 1947 Vinnare av etapperna 2 och 10 i Vuelta a Asturias Vinnare av etapp 1 i Vuelta a Castilla y León 2:a i Clasica a los Puertos 3:a totalt i Vuelta a España Vinnare av poängtävlingen Vinnare av etapperna 1, 5, 8, 10, 14, 15, 18 och 23 3:a totalt i Volta a Galicia Vinnare av etapperna 5 och 6 6:a totalt i Vuelta a Burgos Vinnare av etapp 3 1948 Vinnare av etapperna 2 och 10b i Volta a Portugal 7:a totalt i Vuelta a Levante Vinnare av etapperna 1, 3 och 6 |